# Inara (divinité)
Pour les articles homonymes, voir Inara (homonymie).
Inara est une déesse vénérée dans la religion hittite. Dans la mythologie hittite, elle est la fille de Tarhu, le dieu de l'Orage. 
Dans les récits mythologiques hittites, Inara intervient pour aider son père à affronter le serpent Illuyanka.
La déesse Inara consulta la déesse mère Hannahannah pour obtenir un époux et des terres, avant de disparaître. Son père entama des recherches, aidé par Hannahannah et une abeille. Cette légende ressemble à celle de la déesse Déméter dans la mythologie grecque.